# Tempel des Antoninus Pius und der Faustina

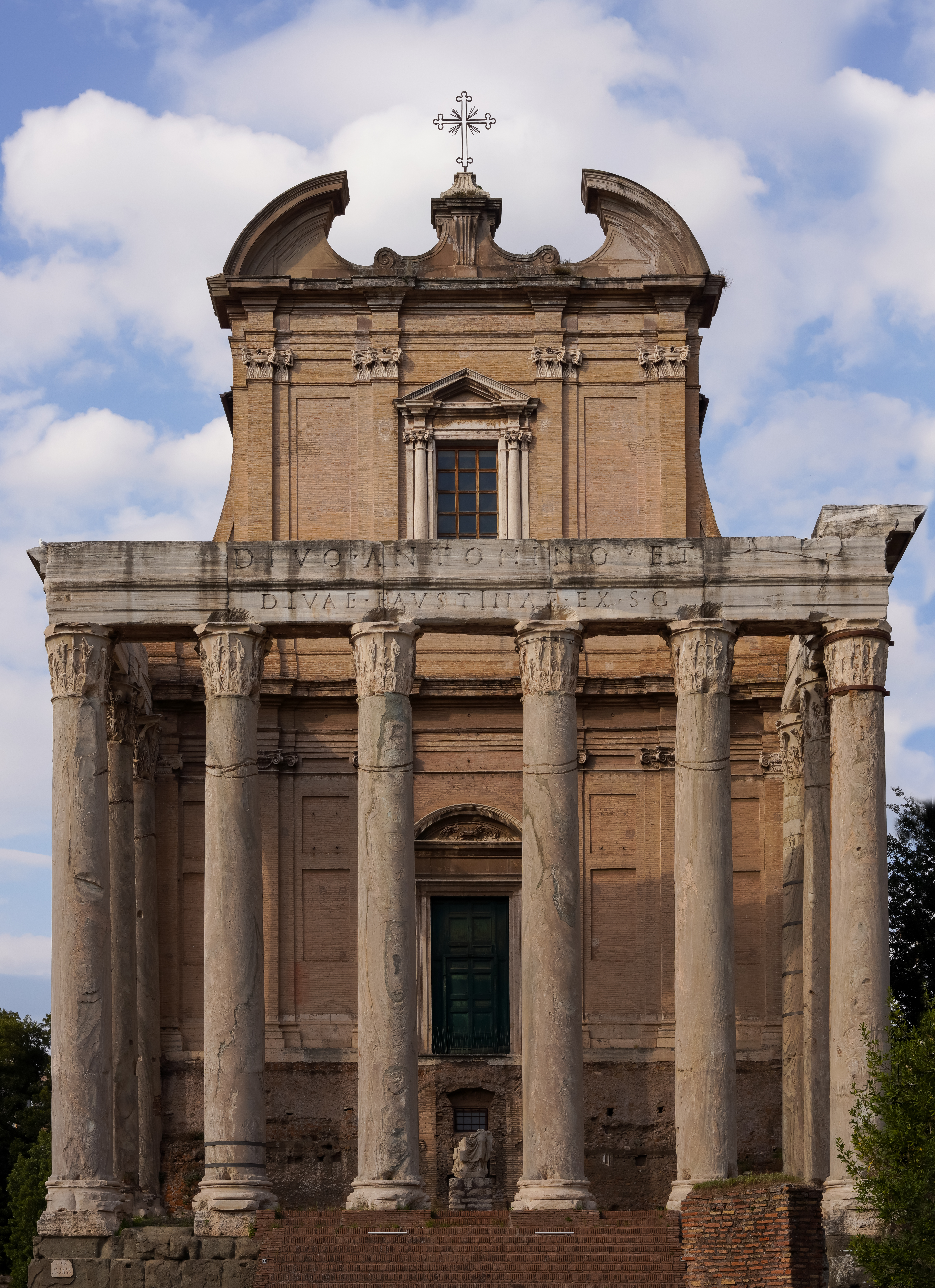
Frontansicht des Tempels für Antoninus Pius und Faustina

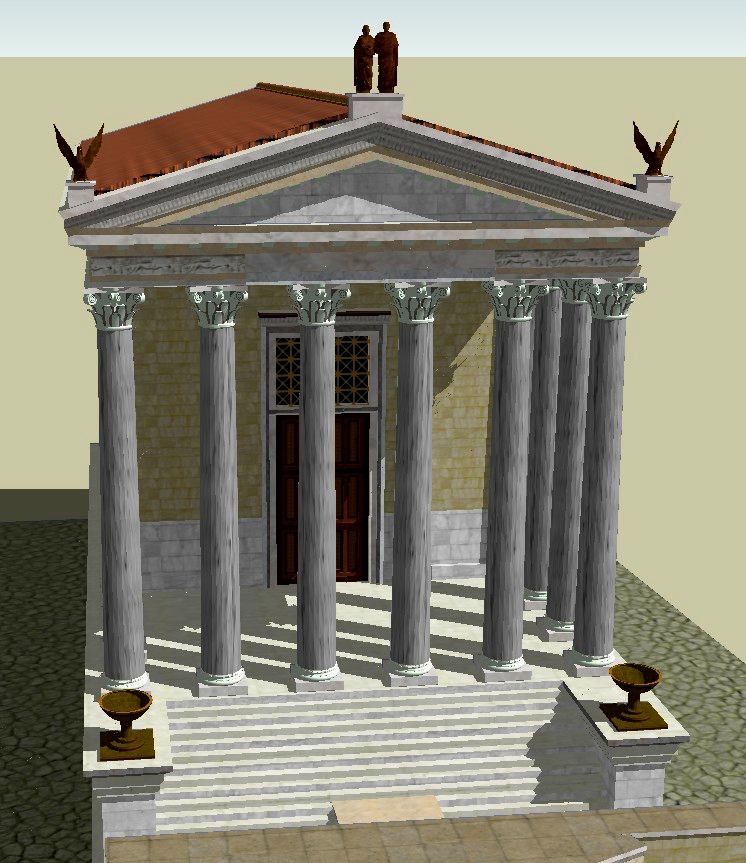
3D-Rekonstruktion des Tempels

Der Tempel des Antoninus Pius und der Faustina ist ein antikes Bauwerk in Rom. Er steht am nördlichen Rand des Forum Romanum, unmittelbar östlich der Basilica Aemilia, und ist dank der Umwandlung in die Kirche San Lorenzo in Miranda einer der am besten erhaltenen antiken Tempel Roms.

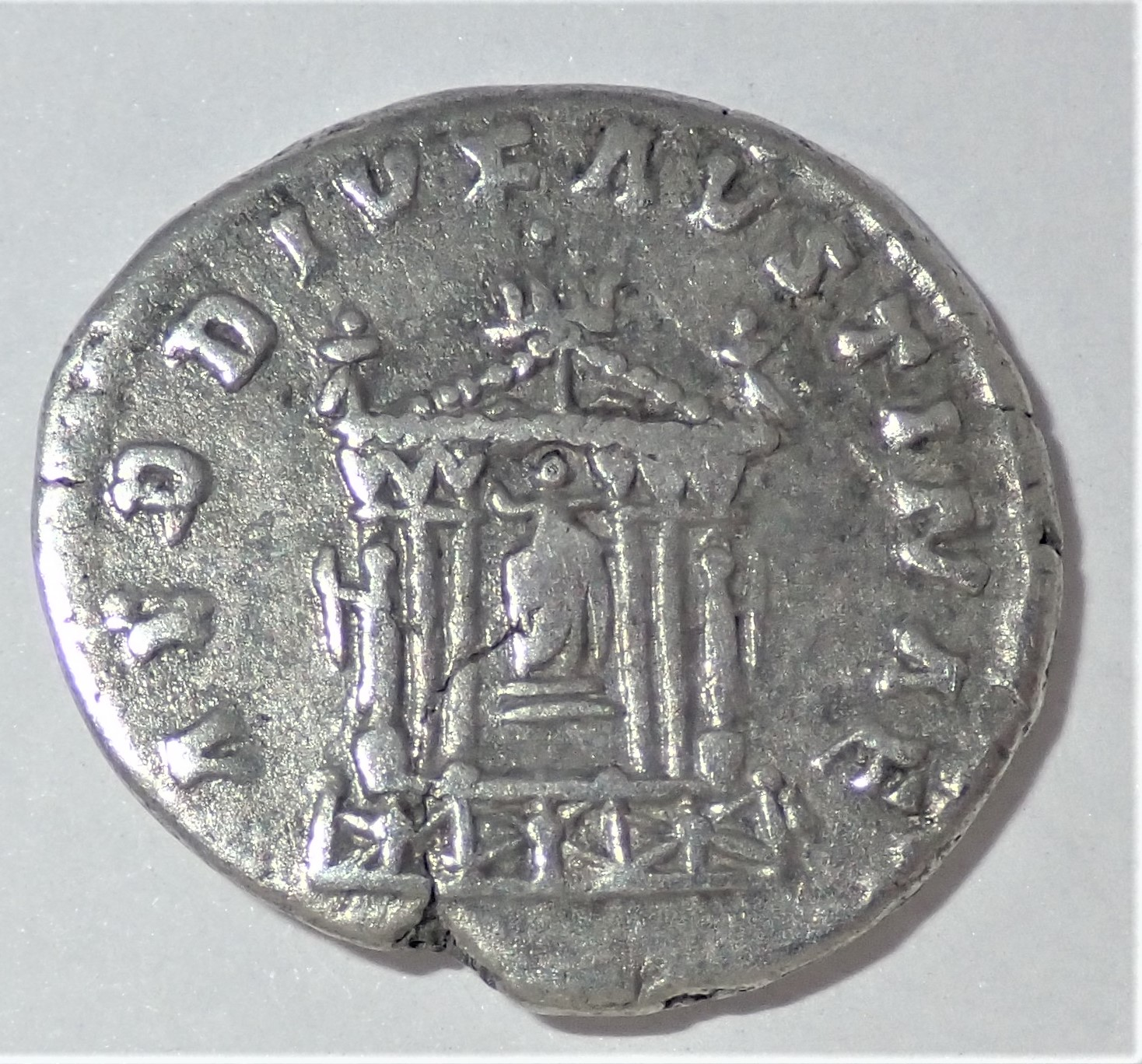
Faustinatempel mit Sitzstatue der Faustina im Tempel auf Denar, Kampmann 36.25

Der Kaiser Antoninus Pius ließ den Tempel im Jahr 141 für seine verstorbene und vergöttlichte Frau Faustina erbauen. Zudem wurden Konsekrationsmünzen mit dem Tempel und einer Sitzstatue der Faustina geprägt. Nach seinem Tod 161 wurde der Tempel auch ihm auf Veranlassung seines Nachfolgers Marcus Aurelius gewidmet und die Weihinschrift, die zunächst nur auf dem Architrav angebracht war, um eine Zeile in der Frieszone ergänzt:
DIVO ANTONINO ET
DIVAE FAVSTINAE EX S[ENATVS] C[ONSVLTO]
„Dem vergöttlichten Antoninus und
der vergöttlichten Faustina auf Senatsbeschluss“
Der offizielle Name des Tempels war daher templum divi Antonini et divae Faustinae, wie er auch in den Fasti auftaucht. Der Regionenkatalog aus dem 4. Jahrhundert nennt ihn hingegen schlicht templum Faustinae, ebenso die Historia Augusta, die zudem die Namensform templum divi Antonini kennt.
Der Tempel erhebt sich auf einem hohen Podium und war von der südlich vorbeiführenden Via Sacra über eine Treppe zu erreichen. Die heute sichtbare Treppe aus Ziegeln ist moderne Rekonstruktion. Die Front des hexastylen Prostylos wird dominiert von sechs 17 Meter hohen, monolithen Säulen aus Cipollino, einem grünlichen Marmor mit feiner, dunkler Struktur von der griechischen Insel Euböa. Jeweils zwei weitere Säulen an den Langseiten fluchten mit den Anten der Cella, wobei die Interkolumnien zu den Anten in nachantiker Zeit vermauert wurden.
Die Säulen mit ihrem unteren Durchmesser von nur 1,45 Meter tragen korinthische Kapitelle, die wie die Säulenbasen aus kontrastierendem weißen Marmor gearbeitet sind und auf denen der mit zwei Bändern (Faszien) gegliederte Architrav ruht. Auf ihm folgt der Fries, der an den Langseiten über Cella und Säulen mit einem Relieffries aus heraldisch angeordneten Greifen zwischen akanthisierten Kandelabern und Rankenornamenten versehen ist. Ein als Anthemion gebildetes Wellenprofil aus Eichenblättern zwischen Lotosmotiven, gefolgt von einem Eierstab, vermittelt zum abschließenden Geison, dessen Stirn mit gekehlten Pfeifenstäben verziert ist.
Die bis zu einer Länge von 20 Metern erhaltenen Cellalängswände wurden aus Quadern grünlichgrauen Peperinos errichtet und waren in der Antike mit Marmorplatten verkleidet. Pilaster korinthischer Ordnung bildeten die Antenstirnen. Von nachantikem Marmorraub, dem die Cellawände unterworfen waren, zeugen auch die tiefen, schrägverlaufenden Kerben, die im oberen Bereich der Säulenschäfte zu beobachten sind: Sie dienten wohl der Fixierung von Seilen, mit deren Hilfe man die Säulen niederzulegen versuchte.
Im 7. oder 8. Jahrhundert wurde der Tempel in eine Kirche umgewandelt, die seit dem 11. Jahrhundert unter dem Namen San Lorenzo in Miranda genannt wird. Dieser Umnutzung verdankt der Tempel seinen guten Erhaltungszustand. Drei Kapellen, die im Pronaos des Tempels eingebaut waren, wurden 1536 anlässlich des Besuchs Karls V. nach dem Tunisfeldzug abgerissen. Nach den Plänen von Orazio Torriani wurde 1602 die heute erhaltene Barockkirche errichtet. Ab 1546 fanden erste Ausgrabungen vor dem Tempel statt, die vor allem im 19. Jahrhundert immer wieder aufgenommen wurden, wobei man die gesamte Ostseite freilegte. Die auf dem Tempelpodium aufgestellten Fragmente verschiedener Statuen standen möglicherweise mit dem Tempelbau in Verbindung.

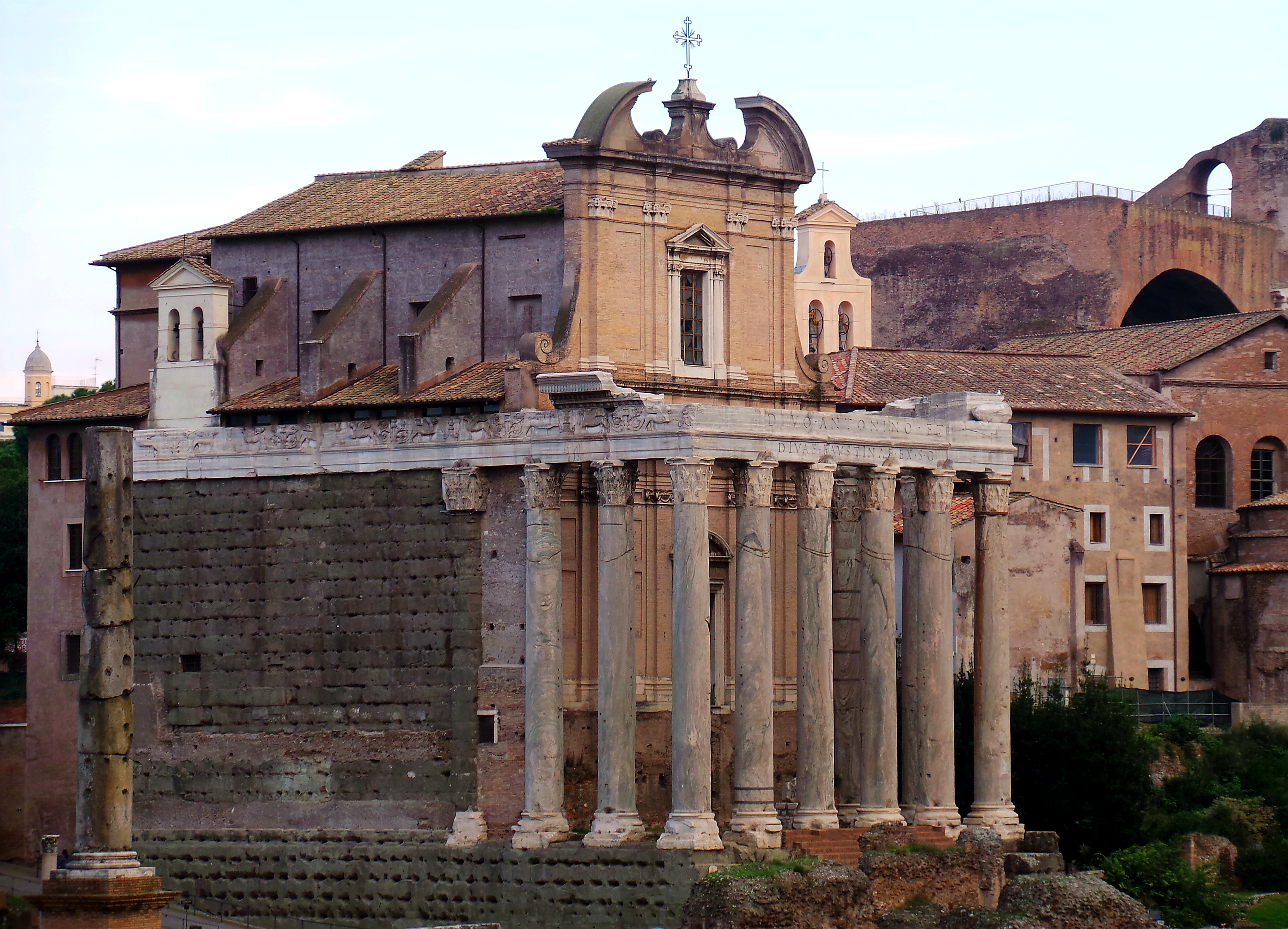
Seitliche Ansicht des Tempels
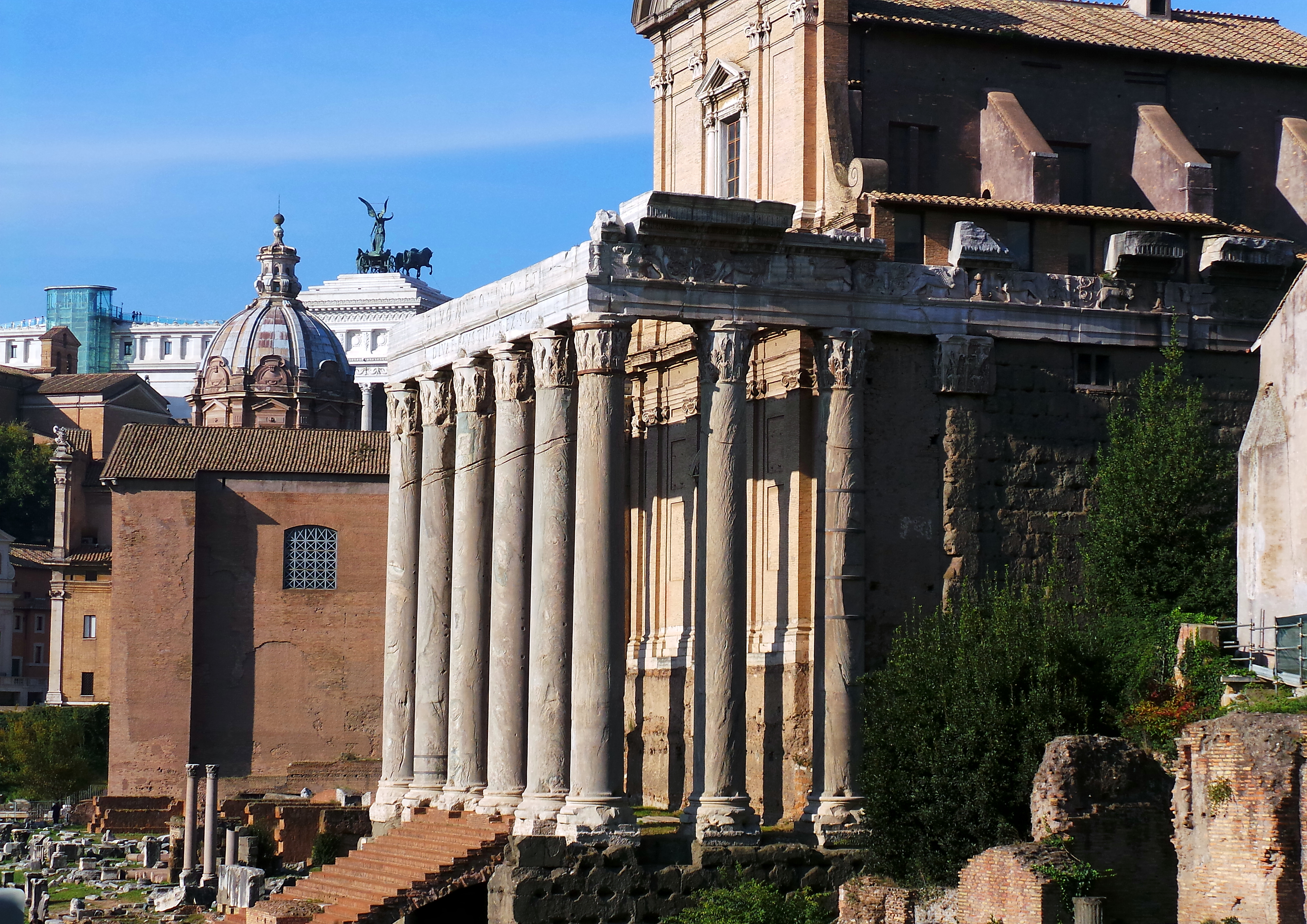
Seitliche entgegengesetzte Ansicht des Tempels mit der Curia Iulia im Hintergrund
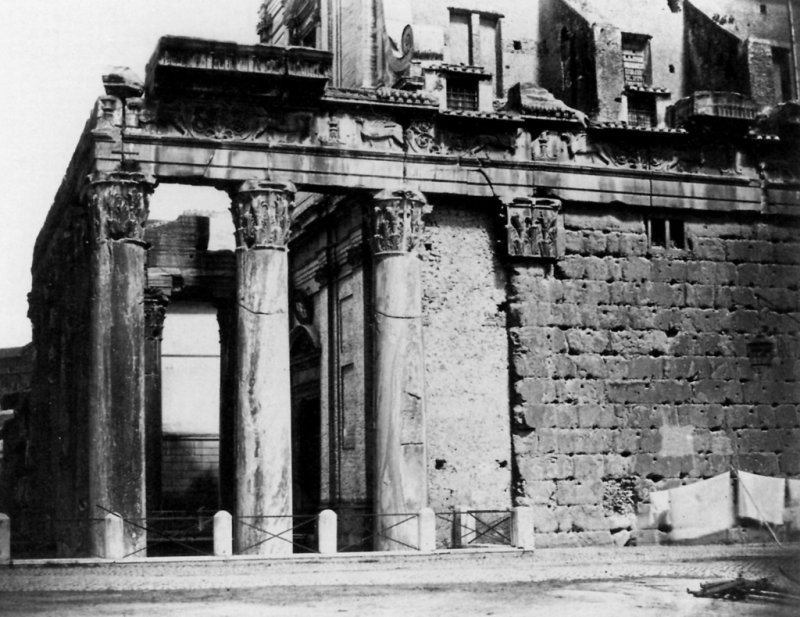
Seitenansicht um 1860 mit Details des Gebälks
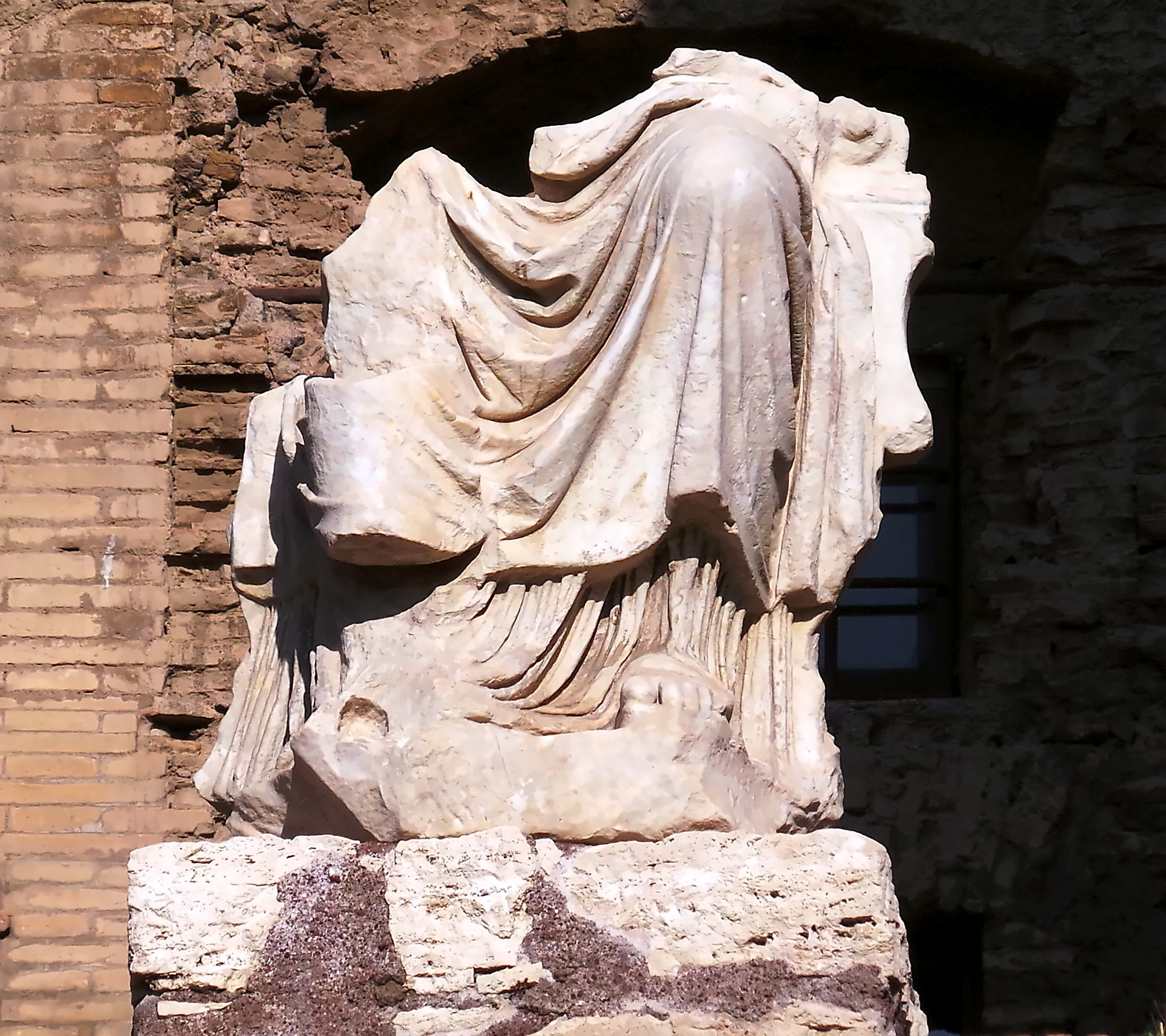
Fragment der Statue, die zentriert auf dem Podium aufgestellt ist